# Laminacauda magna
Espèce
Synonymes
- Schistogyna arcana Millidge, 1991

Laminacauda magna est une espèce d'araignées aranéomorphes de la famille des Linyphiidae.

## Distribution
Cette espèce est endémique de l'archipel Juan Fernández au Chili,. Elle se rencontre sur l'île Robinson Crusoe.

## Description
Les mâles mesurent de 5,0 à 5,1 mm et les femelles de 6,6 à 7,1 mm.

## Publication originale
- Millidge, 1991 : « Further linyphiid spiders (Araneae) from South America. » Bulletin of the American Museum of Natural History, no 205, p. 1-199 (texte intégral).